# Contea di Gallatin (Illinois)
La contea di Gallatin ( in inglese Gallatin County ) è una contea dello Stato dell'Illinois, negli Stati Uniti. La popolazione al censimento del 2000 era di 6 445 abitanti. Il capoluogo di contea è Shawneetown.